# 2020 au Rwanda
Événements au Rwanda dans les année 2020 .

## Titulaires
- Président : Paul Kagame
- Premier Ministre : Édouard Ngirente

## Événements
- 14 mars : Le premier cas de COVID-19 dans le pays a été confirmé[1].
- 31 mai : Le pays a confirmé son premier décès dû au COVID-19[2].
- 26 août : Les délégations Rwandais et Burundais, dirigés respectivement par le général de brigade Vincent Nyakarundi et le colonel Ernest Musaba, se sont rencontrés à Nemba pour discuter de problèmes de sécurité et de commerce . La réunion a été facilitée par le colonel Léon Mahoungou du Mécanisme conjoint de vérification élargi, un élément de la Conférence internationale sur la région des Grands Lacs[3].
- 21 décembre : Le pays Rwanda renforce ses forces de sécurité en République du centrafricaine[4].

## Décès
- 31 août : Édouard Karemera a  69 ans . Il a  été élu comme un premier ministre du Rwanda jusqu'à nos jours.